# Église de l'Assomption de Belan-sur-Ource
L'église de l'Assomption de Belan-sur-Ource est une église catholique située à Belan-sur-Ource, en France

## Localisation
L'église est située dans la commune de Belan-sur-Ource (Côte-d'Or).

## Historique
La construction date de la fin XVe siècle ou du début du XVIe siècle ;
Le portique classique de la façade est édifié entre 1780 et 1782 ;
La flèche à lanterneau est érigée entre 1866 et 1868.

## Description

### Architecture
L’église de l’Assomption est la mieux conservée des églises érigées dans la région à la fin du XVe siècle. C’est un monument de style ogival flamboyant de quarante mètres de long et dix-sept de large qui se compose d'une grande nef avec transept, bas-côtés et d'un chœur à chevet polygonal. Le clocher carré est situé à la croisée du transept

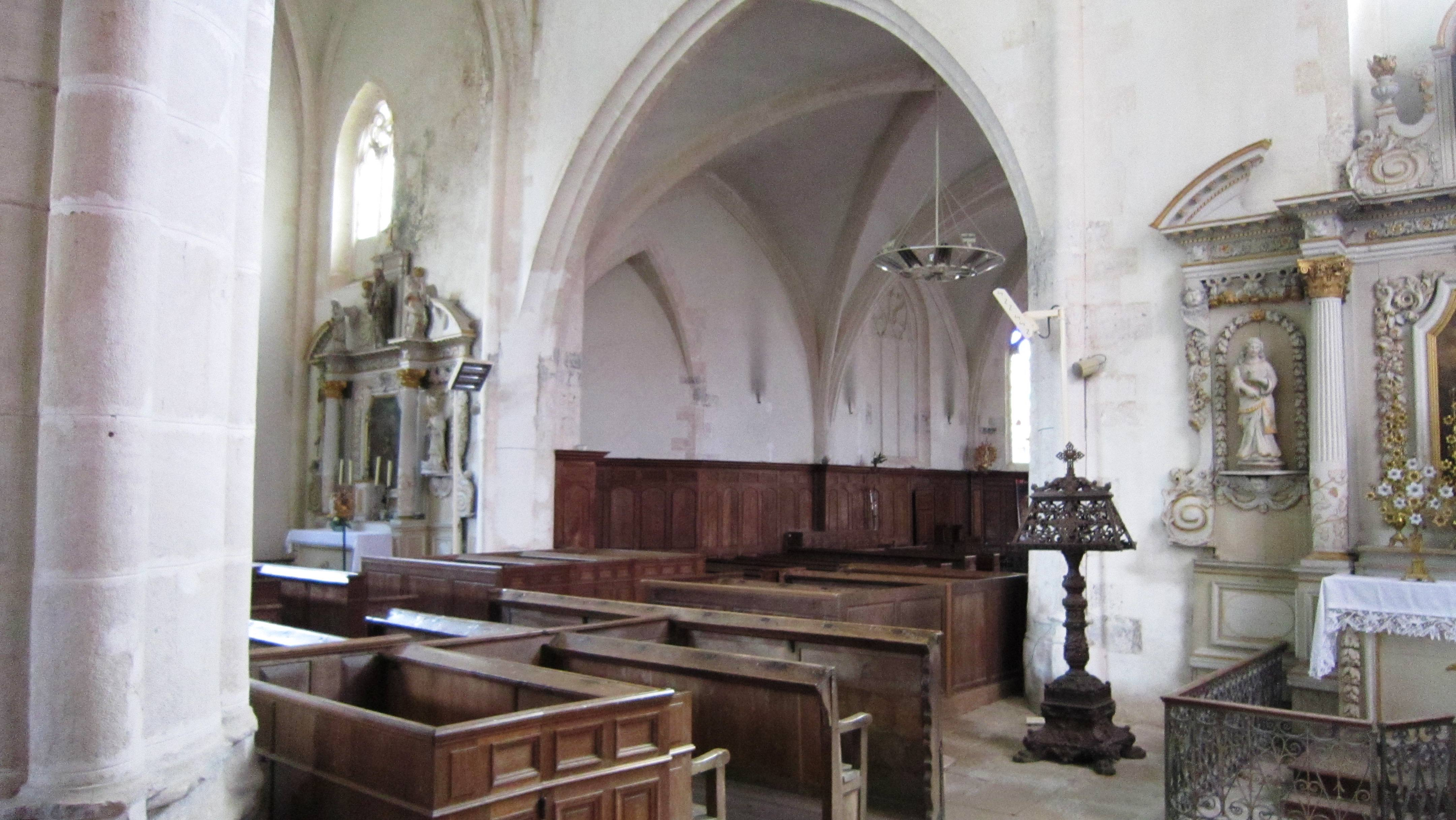
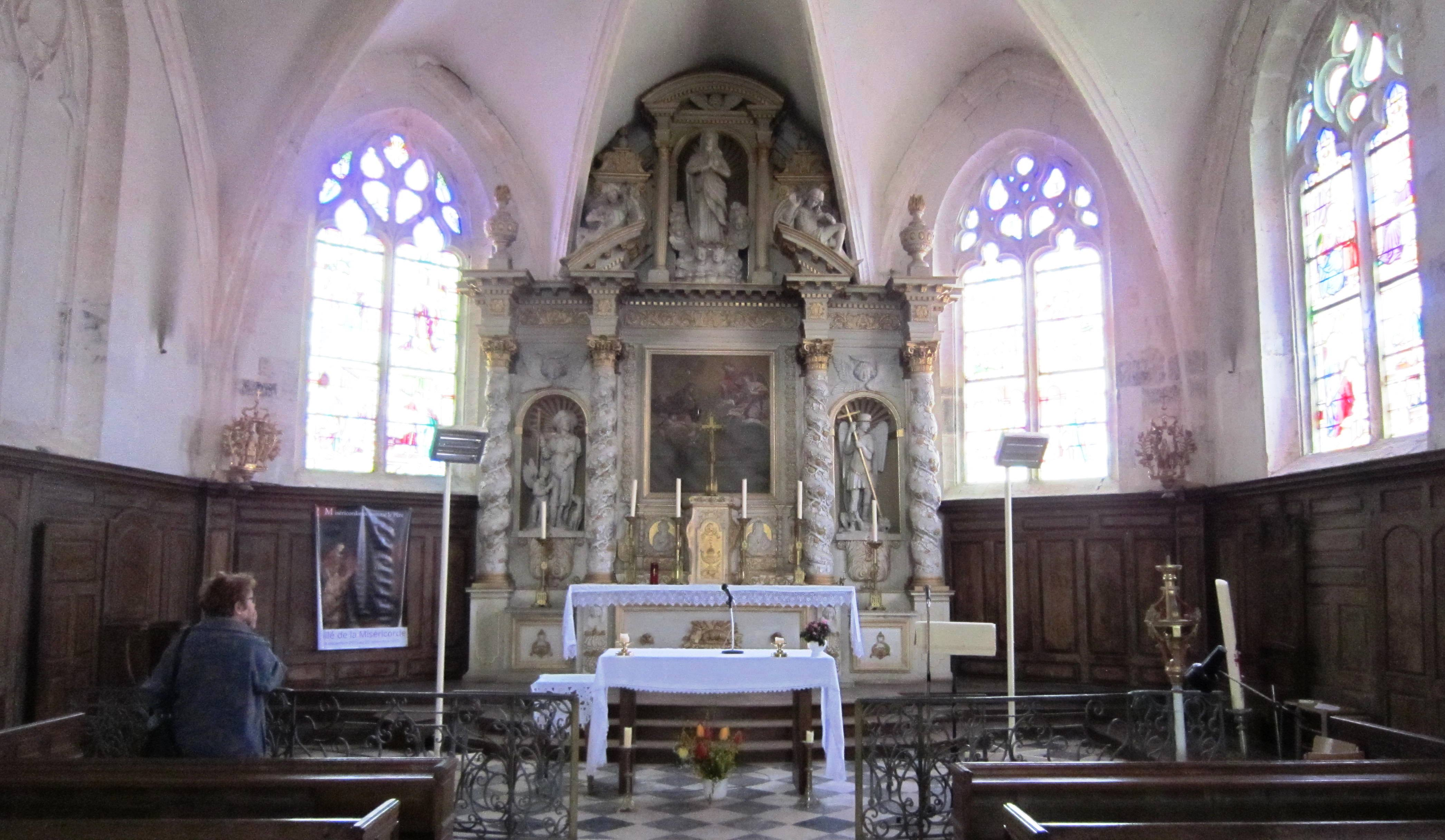
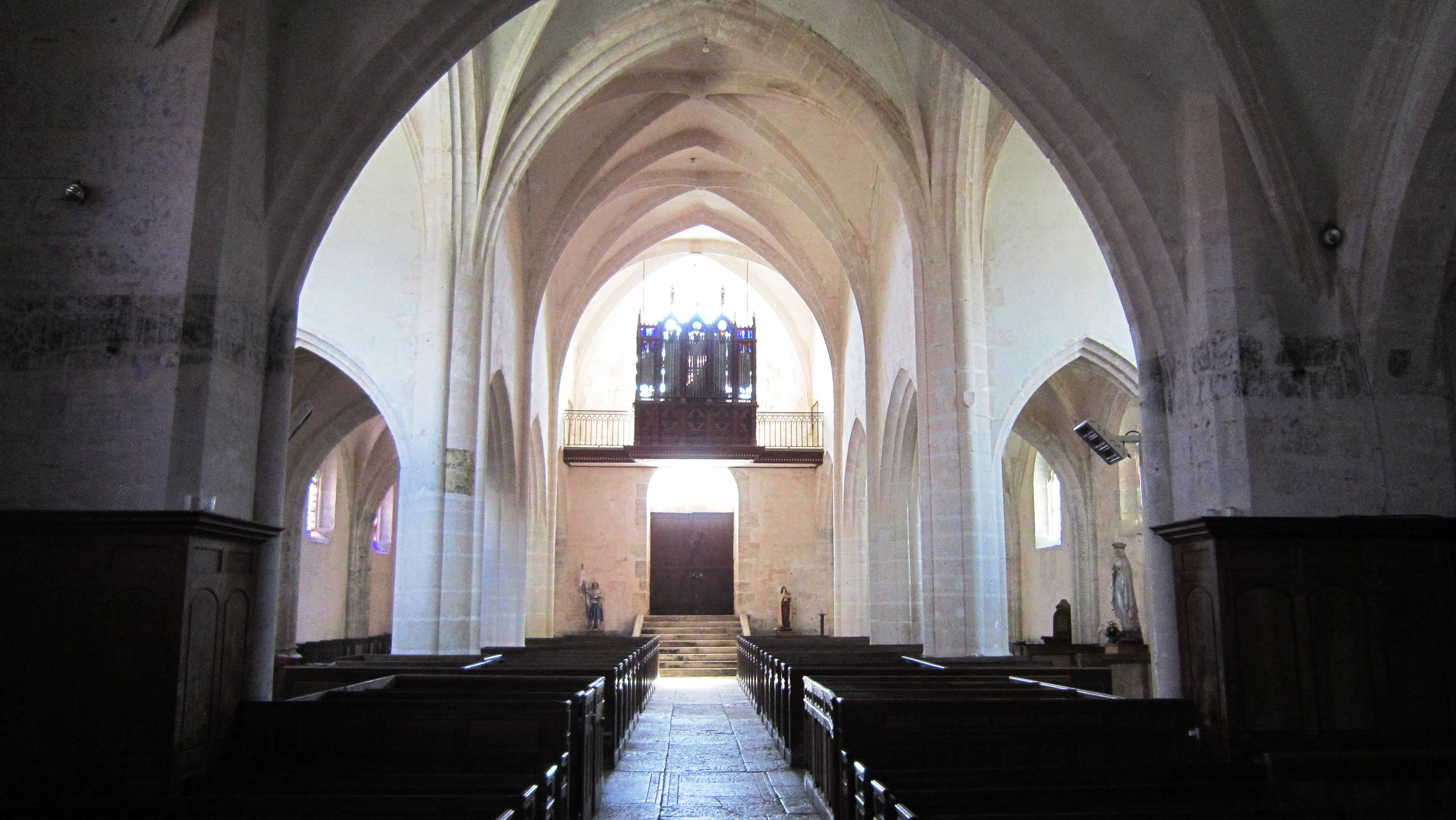

### Mobilier
Un vitrail du XVIe siècle est classé aux Monuments historiques en 1992 et deux autres inscrits à l'Inventaire général du patrimoine culturel. Ainsi que :
- le mobilier liturgique dont les autels, tabernacle, une croix et quatre bâtons de procession ;

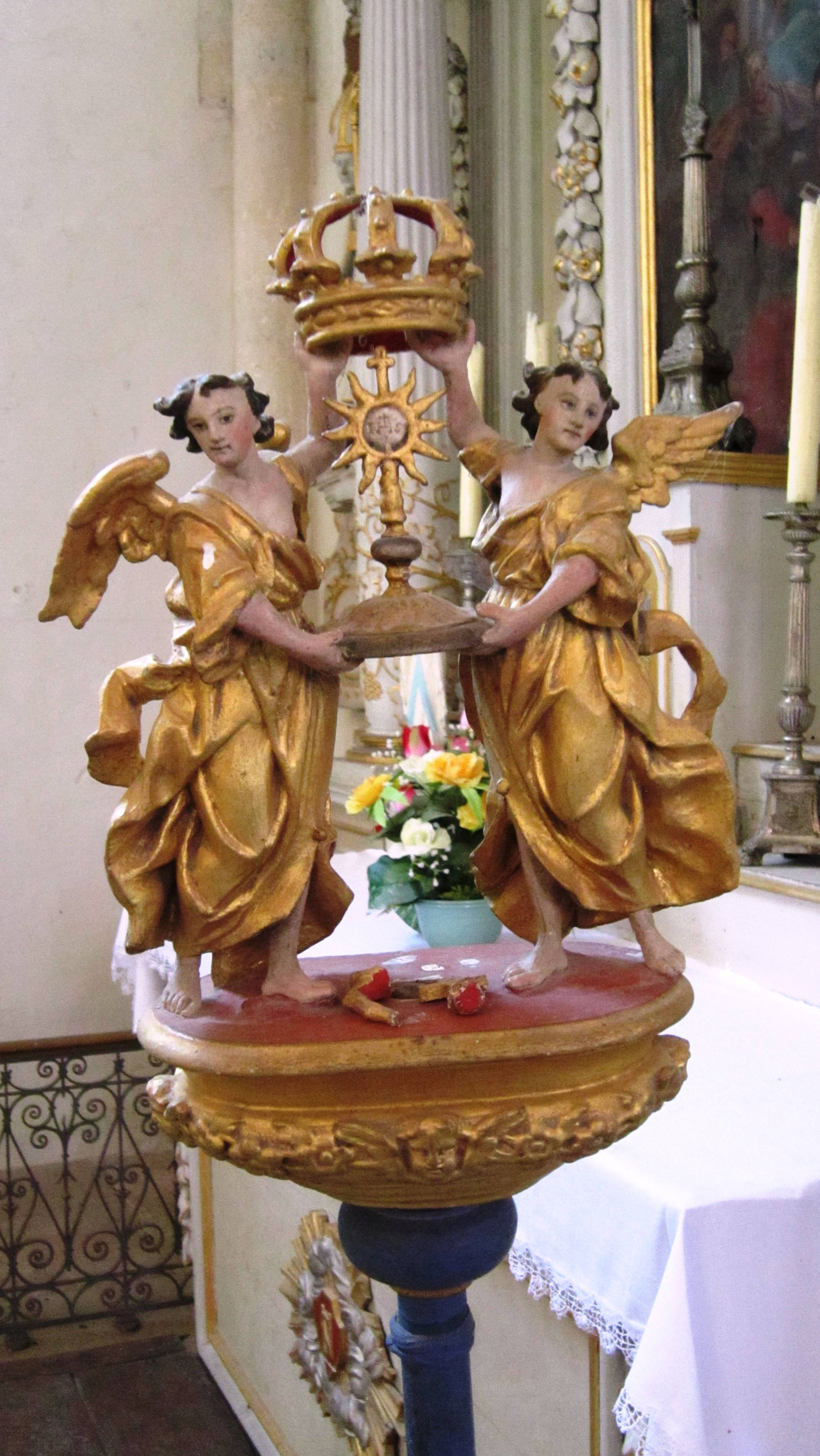
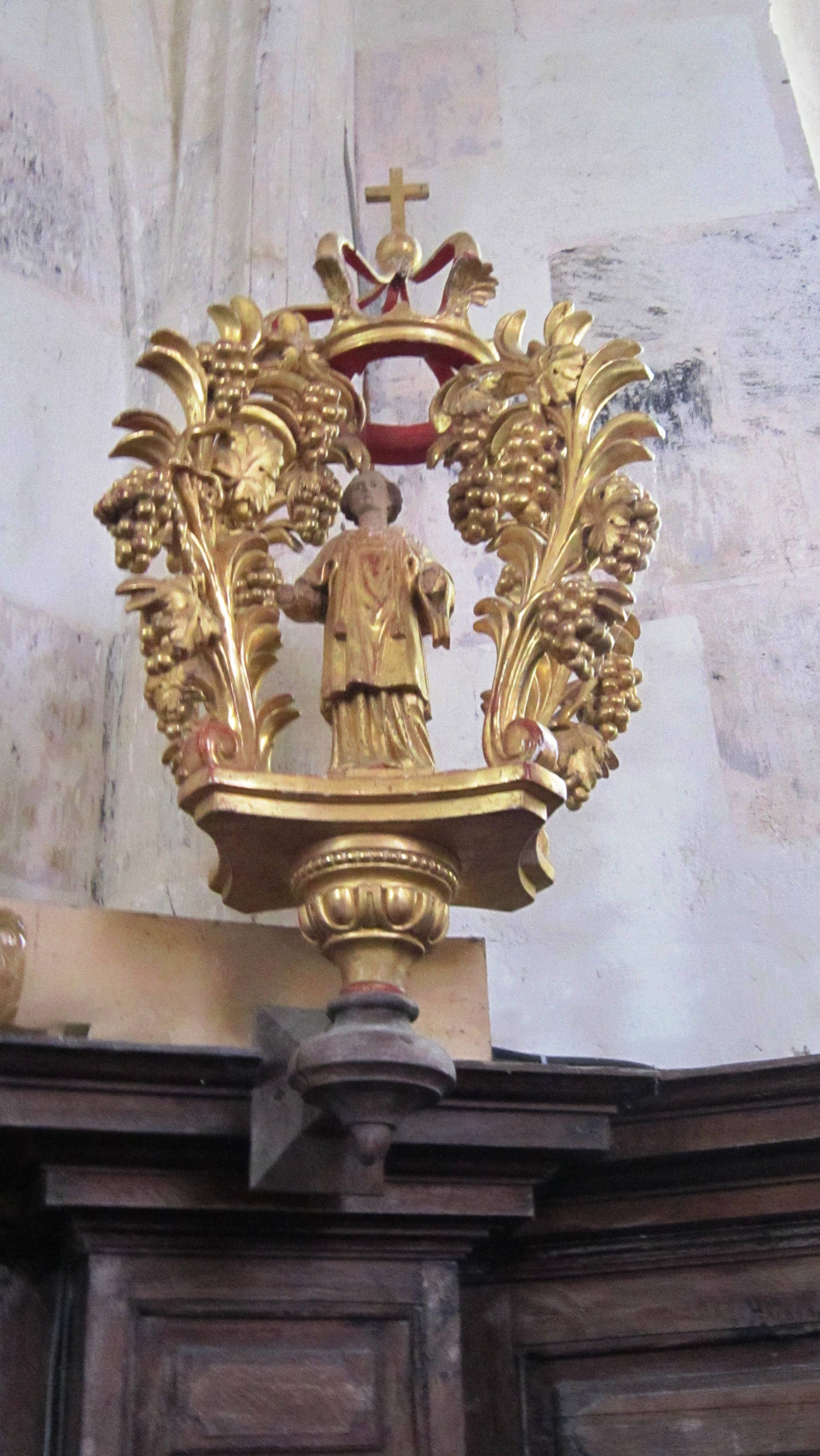
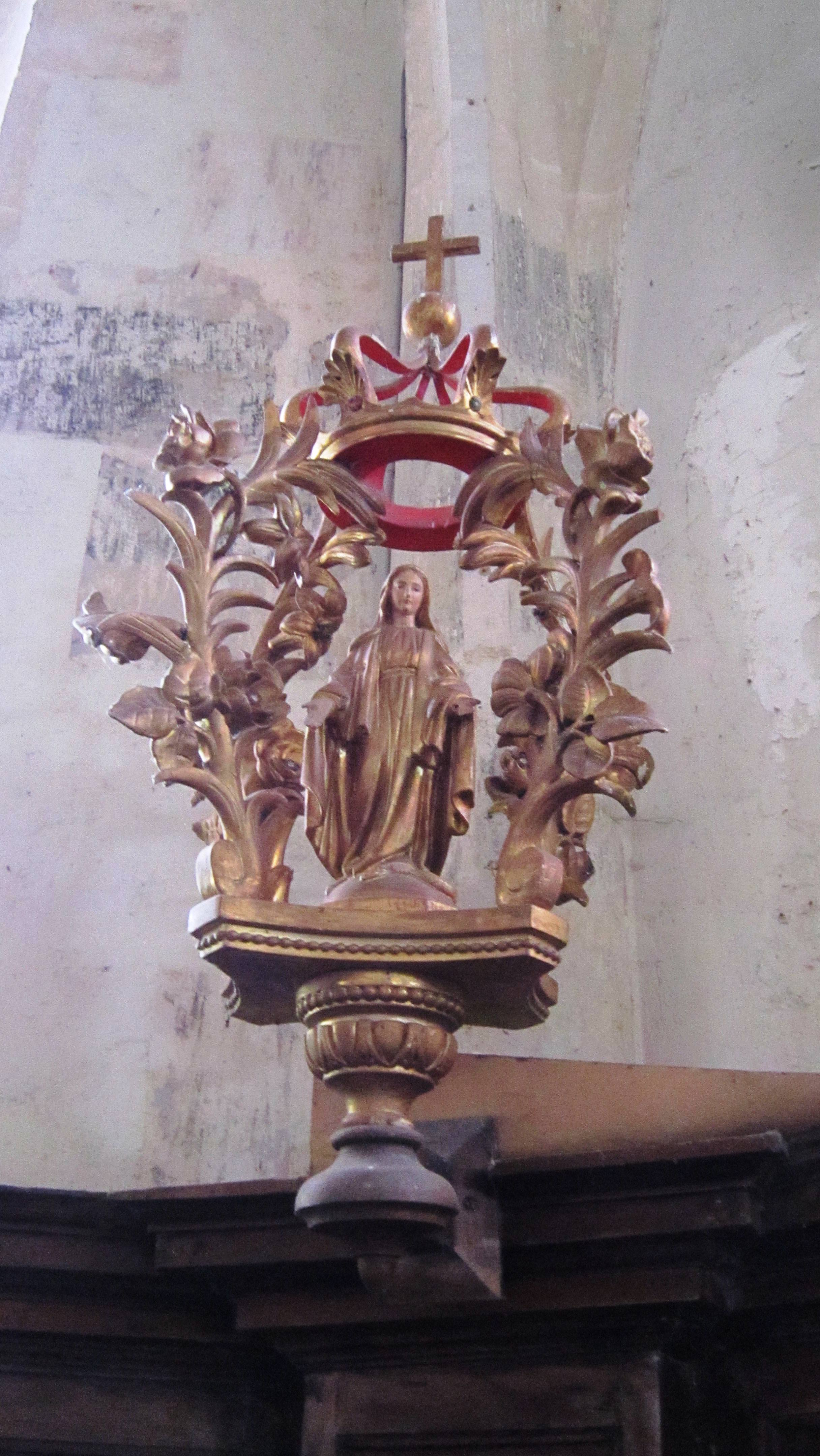
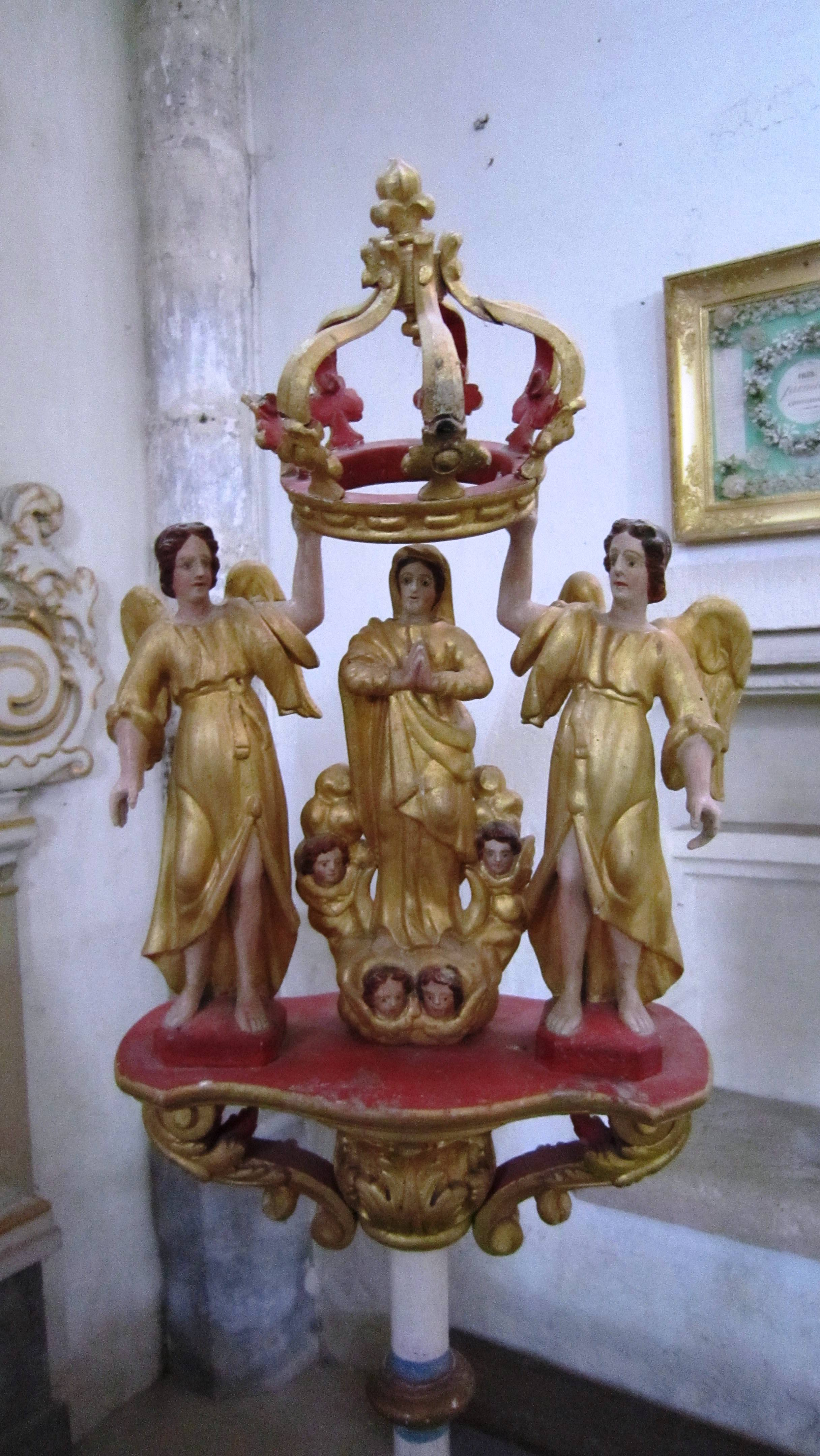

- Trois tableaux du XVIIe siècle : Éducation de la Vierge, la Donation du Rosaire à saint Dominique et sainte Catherine de Sienne, l’Assomption ;
- une abondante statuaire du XVIe / XVIIe siècle : retable architecturé à niche, Christ en croix, deux saint Nicolas, saint Claude, sainte Catherine d'Alexandrie, saint Jean-Baptiste, saint François d'Assise, saint Antoine, saint Michel, saint Roch, deux Vierges à l'Enfant, Assomption[3].

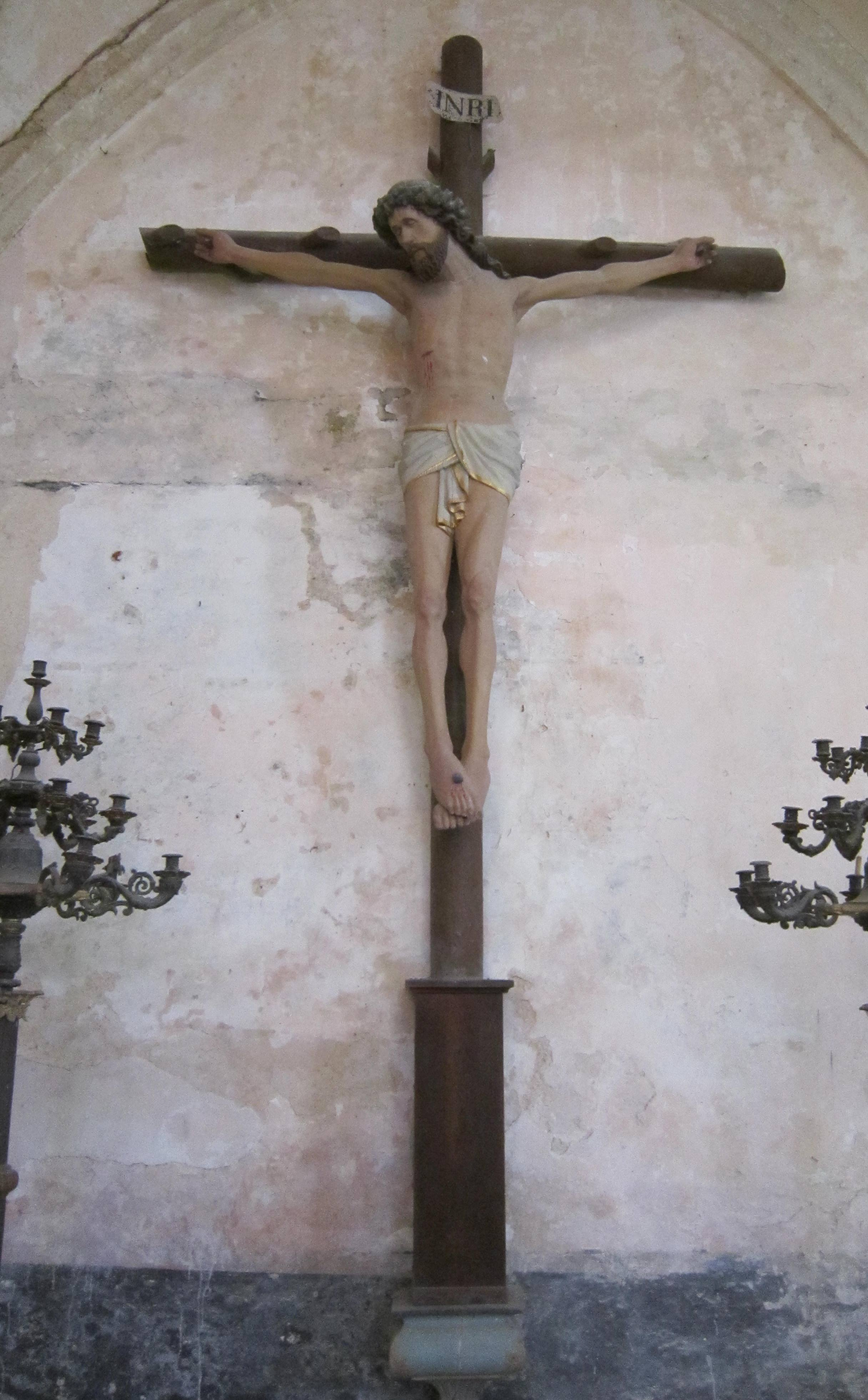
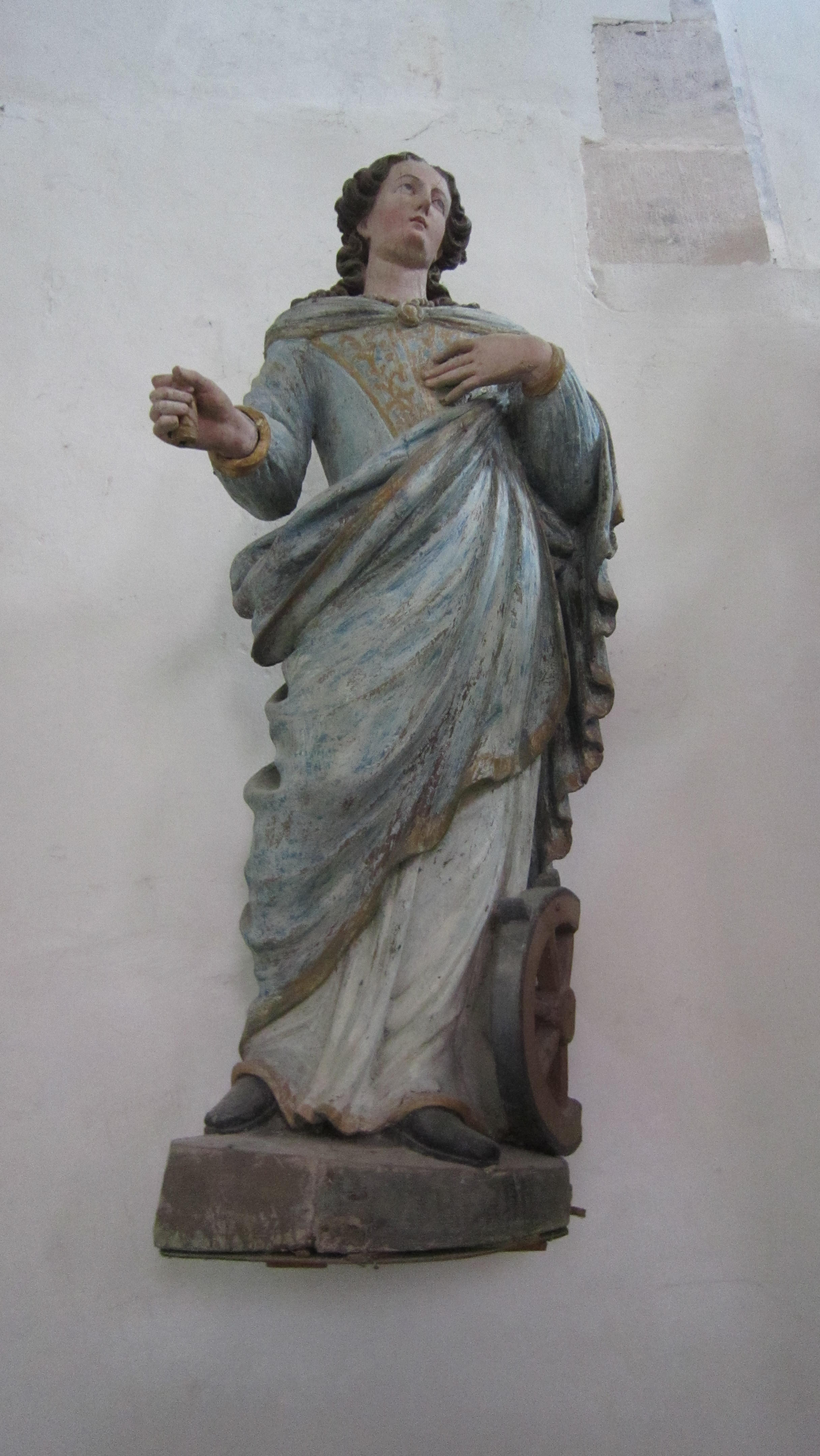
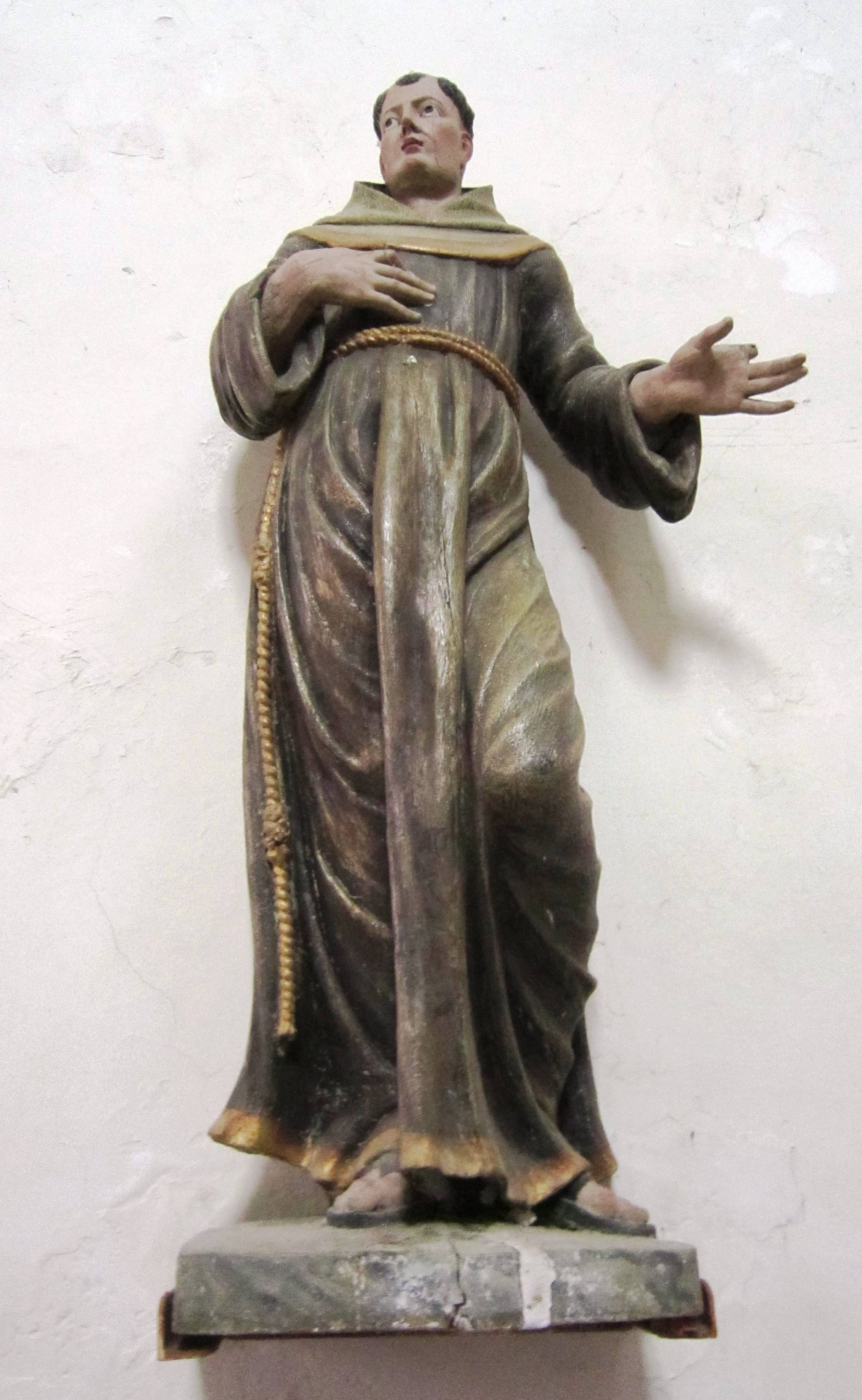
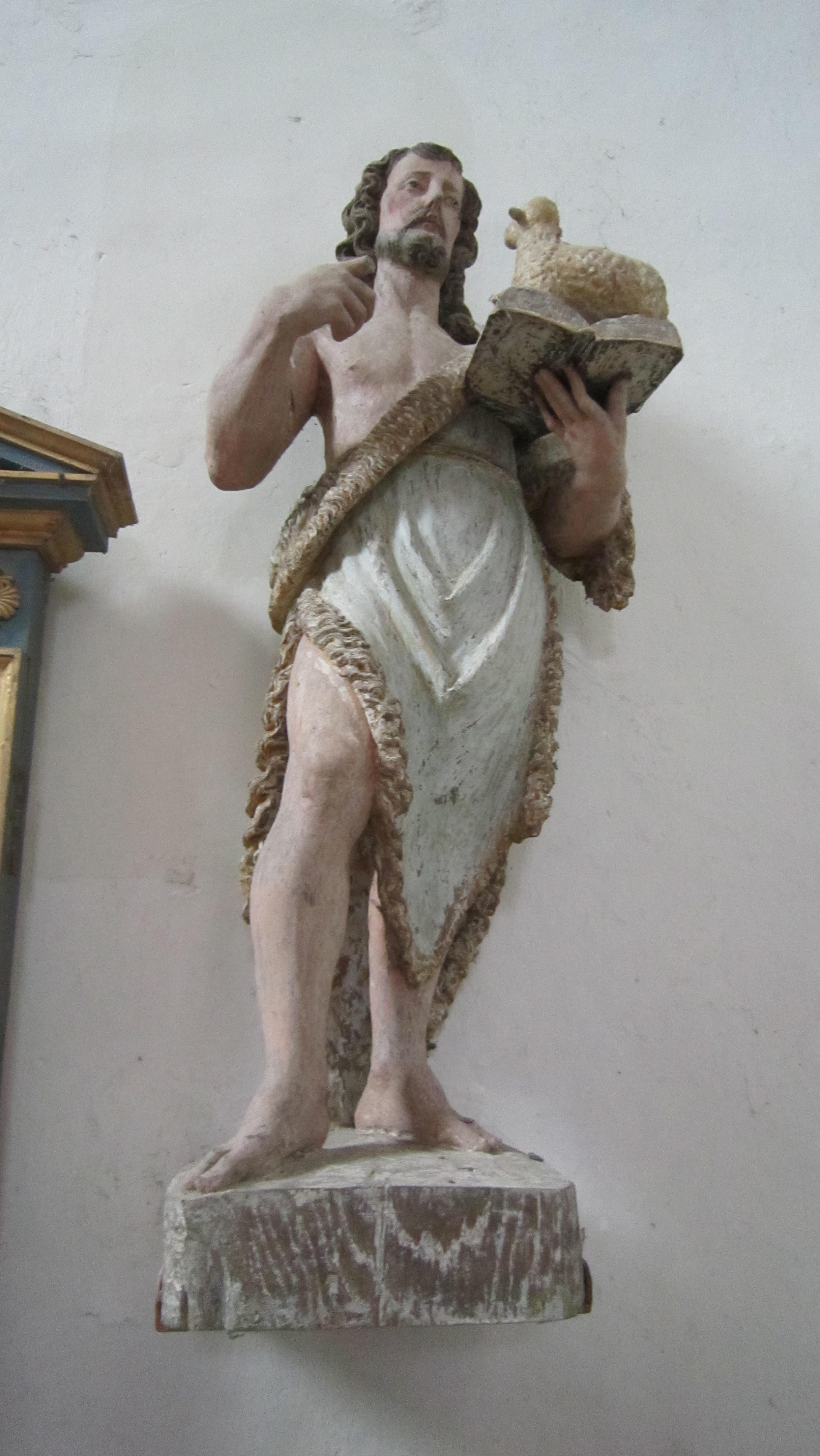

## Protection
L'église de l'Assomption est inscrite à l'inventaire des monuments historiques par arrêté du 21 juin 1927.